# バスマガジン
『バスマガジン』(BUS magazine) は、編集プロダクション「マガジン大地」が編集、講談社ビーシー（旧：三推社）・講談社が発行する日本のバス雑誌（バス趣味雑誌）。自動車雑誌『ベストカー』、および『フルロード』の姉妹誌扱い。

## 概要
別冊『ベストカー』として、2000年11月に『The バス』、2001年5月に『The 路線バス』、2002年3月に『The 観光バス』、2002年11月に『The 高速バス』 と、バスムックがシリーズで刊行された。
これが発展する形で定期刊行（隔月刊）のバス雑誌となり、2003年10月24日に『BUS magazine』第1号として創刊されたものである。判型は自社のバスムックや『バスラマ・インターナショナル』と同じA4判、創刊号の価格は1,257円（消費税込）。
第1号の事業者特集は北陸鉄道、都道府県別レポートは北海道・道央地区と、創刊号から地方のバス事業者を取り上げていたことは特筆される。第2号では地方も含めたコミュニティバスの特集を組んでいた。
当初の発売日は偶数月25日前後で、先行誌の『バスラマ・インターナショナル』とほぼ同時発行だった。2005年から発売日が奇数月の27日となり、タイトル表記も『BUS magazine』から『バスマガジン』へ変更された。
大手出版社の講談社が発行していることから、バス関連雑誌の中では取り扱い書店が多い。事業者特集は、同一グループや同一地域の複数事業者をまとめて取り上げることがある（第119号の京阪京都交通・京都京阪バスなど）。定期刊行誌のほか、新型バス車両の特集や、日本全国の乗合バス事業者を特集した増刊号が不定期刊行される。
なお、2015年創刊のバス雑誌『バスライフ』は、『バスマガジン』の元編集者ら（2014年まで編集を担当していた有限会社編集会議、同名の雑誌『編集会議』を刊行する株式会社宣伝会議とは無関係）が笠倉出版社へ移籍して立ち上げたものである。
特徴としてバスガイド関連の記事が多く、誌面に女性バスガイドがよく登場する。初期には巻末連載として、全国各地のバスガイドが登場する「バスガイドのご当地自慢」があり『バスマガジン』名物となっていた。同様の企画は『バスライフ』にも引き継がれている。
公式ウェブサイト「バスマガジンWeb」でも、バスに関する情報発信を行っている。
2024年3月発行分より、隔月刊から季刊へ変更し、3月・6月・9月・12月の年4回発行となった。

## 主な連載・コーナー

### 定期連載
おじゃまします!バス会社潜入レポート
毎号、日本各地のバス会社から1社を選び、現況や歴史、車両データなどを紹介する。内容としては『バスラマ・インターナショナル』の「バス事業者訪問」に相当するが、特筆すべき点として個々の営業所を詳細に紹介している。以前は従業員の集合写真も掲載されていたがのちに中止された。
今号の気になりバス事業者
毎号、地域に密着したサービスなどを展開するバス会社から1社を紹介する。先述の「おじゃまします…」と異なり、小規模事業者や新興事業者を対象とする。こうした事業者を早くから積極的に取り上げてきた点は特筆される。
都道府県別・地域別 路線バス全方位レポート
単一都道府県ごとのバス会社の歴史・現状・車両データを個々に紹介する。バス会社が多数ある都道府県（例：神奈川県、千葉県など）は複数号にまたがって掲載されることもある。ただし北海道は地域別の紹介（例：道北地区など）となる。
PICK UP NEW BUS
新車紹介記事。ニューモデルやマイナーチェンジモデルを徹底的に紹介する。

### 読者参加型企画
読者が選ぶ全国乗合バス路線100選
読者が推薦するバスを募集して紹介する。乗合バス（観光路線・生活路線・コミュニティバス）と定期観光バスが対象となる。
投稿フォーラム
新規開設路線の乗車記やバスイベント報告など、読者から寄せられたバスに関する投稿を紹介する。
投稿写真が頼りです! ウェルカム・バス
特別仕様など個性的な車両写真を募集し、解説を交えて紹介する。ただし編集部がバス事業者へ事実確認を行ってから掲載するか判断している。

### 終了企画
都バス情報局
都営バス（東京都交通局自動車部）の最新情報を紹介。都営バス路線の今昔物語やドライバー名鑑などを収録。
JRBUS PRESS
JRバスグループ8社（北海道・東北・関東・東海・西日本・中国・四国・九州）の最新情報を紹介。

## 日本のその他のバス雑誌
- バスメディア - 1985年創刊、1997年まで刊行。
- バス・ジャパン - 1986年創刊、1992年まで刊行。
  - 現在は書籍『バスジャバンハンドブックシリーズ』を刊行中。詳細は同項を参照。
- バスラマ・インターナショナル - 1990年創刊、刊行中。
- バスグラフィック - 2008年創刊、2022年まで刊行。
- バスライフ - 2015年創刊、2016年まで刊行。